# Caimegoluli (Ort)
Caimegoluli (Kaimegoluli) ist ein osttimoresischer Ort im Suco Leotala (Verwaltungsamt Liquiçá, Gemeinde Liquiçá). Das Dorfzentrum liegt im Norden der Aldeia Caimegoluli in einer Meereshöhe von 620 m. Die Häuser verteilen sich nahezu auf die gesamte Aldeia. Nördlich befindet sich das Dorf Tolema, östlich der Ort Hatumasi. Nach Süden führt eine Straße nach Banitur.